# Élections législatives mauriciennes de 1967
Les élections législatives mauriciennes de 1967 est une élection se déroulant le 7 août 1967. 70 sièges sont désignés dont 62 au suffrage universel.

## Présentation
Ce scrutin se déroule après les conférences constitutionnelles de 1965 et 1966 à Londres qui prépare l'indépendance de Maurice (12 mars 1968). La composition du parlement est donc celle de l'indépendance et revet donc une importance accrue.
La coalition pro-indépendance parti travailliste mauricien, Independent Forward Bloc et comité d'action musulman remporte 43 des 70 sièges et permettent ainsi au leader travailliste Seewoosagur Ramgoolam de devenir premier ministre en mars 1968 (indépendance) et de former un gouvernement.
Il y a vingt circonscriptions à Maurice qui chacune élisent trois membres. Deux sièges sont par ailleurs élus par Rodrigues. Huit sièges sont pourvus par le système "best loser" ("meilleur perdant") : la commission électorale nomme huit candidats non élus pour garantir que chaque minorité ethnique est équitablement représentée.
Les soixante-dix sièges se répartissent donc ainsi : 60 sièges à Maurice, 2 à Rodrigues, 8 nommés par la commission électorale ("best loser").
Le taux de participation a été de 88,9%.